# Mitsuko Uchida
Mitsuko Uchida (内田光子, Uchida Mitsuko; Atami, 20 december 1948) is een tot Britse genaturaliseerd Japans pianiste. Ze woont in Londen.

## Carrière
Uchida is geboren in Atami (prefectuur Shizuoka), een stad aan de kust in de buurt van Tokio. Ze verhuisde op twaalfjarige leeftijd  naar Wenen. Haar ouders waren diplomaten. Ze schreef zich in bij het Mozarteum in Salzburg om te studeren bij Wilhelm Kempff en Stefan Askenase.
In 1968 nam ze in Brussel deel aan de Koningin Elisabethwedstrijd, waar ze met een tiende prijs genoegen moest nemen. Het jaar daarop won ze echter de eerste prijs bij de Internationale Beethovenwedstrijd in Wenen en in 1970 de tweede prijs bij het Internationaal Frederick Chopin Piano Concours. In 1975 won ze vervolgens eveneens de tweede prijs bij de Leeds International Piano Competition.
Ze is een bejubeld vertolkster van de werken van Mozart, Schumann, Beethoven, Schubert, Chopin, Debussy en Schoenberg. Ze heeft alle pianosonates en pianoconcerten van Mozart opgenomen in de tachtiger jaren van de twintigste eeuw, samen met het English Chamber Orchestra, gedirigeerd door Jeffrey Tate.
In 2009 is zij begonnen met het opnieuw opnemen van de pianoconcerten van Mozart, nu met het Cleveland Orchestra en zelf dirigerend vanaf de piano. In 2016 is de uitgave van de vijfde cd in deze cyclus gepland.
Ze is artistiek directeur van de Marlboro Music School and Festival, naast haar collega pianist Richard Goode.
Ook is ze trustee van de Borletti-Buitoni Trust, een organisatie die is opgericht om jonge artiesten te ondersteunen en te helpen om hun internationale carrière te ontwikkelen.
Uchida woont in Londen, met haar partner Robert Cooper, een diplomaat uit het Verenigd Koninkrijk.

## Discografie
Zie de officiële website